# Metoda poziomic

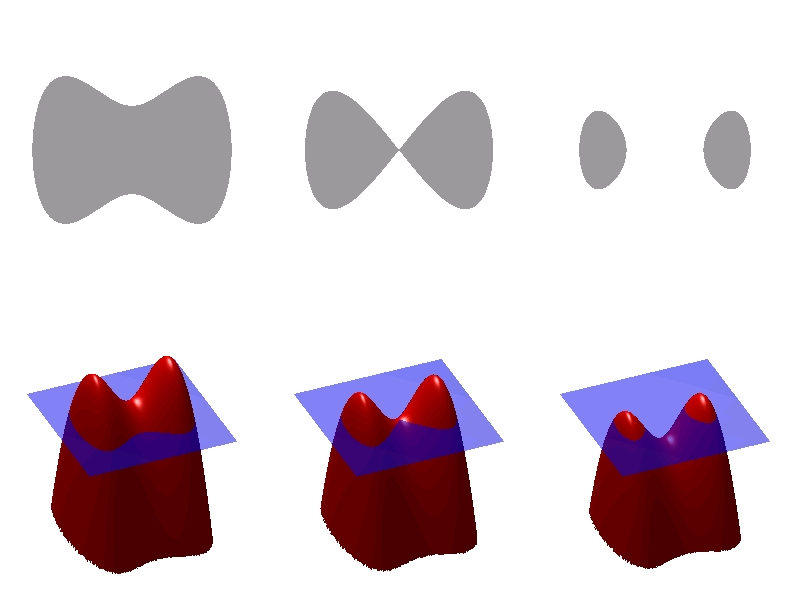
Ilustracja metody poziomic

Metoda poziomic (szerzej znana pod angielską nazwą level set method) – numeryczna metoda pozwalająca na śledzenie hiperpowierzchni (krzywych w przestrzeni dwuwymiarowej, powierzchni w przestrzeni trójwymiarowej) ewoluującej pod wpływem pewnego pola prędkości zdefiniowanego w jej punktach, bez konieczności parametryzowania tej hiperpowierzchni. Jest to możliwe dzięki rezygnacji z jawnej reprezentacji hiperpowierzchni (explicit) kosztem reprezentacji uwikłanej  (implicit, co oznacza, że hiperpowierzchnię definiujemy jako poziomicę funkcji skalarnej zdefiniowanej we wszystkich punktach przestrzeni), gdzie funkcja ta reprezentowana jest poprzez zbiór swoich wartości w punktach węzłowych siatki kartezjańskiej zdefiniowanej w interesującym nas obszarze przestrzeni.
Funkcja skalarna użyta w powyższej definicji nazywana jest funkcją dystansu.